# Zaïgraïevo
Zaïgraïevo (en russe : Заигра́ево, en bouriate : Загарай, Zagarai) est une commune urbaine et municipalité du raïon de Zaïgraïevo de Bouriatie, en Russie. Sa population s'élevait à 4 621 habitants en 2024.

## Géographie
Le village de Zaïgraïevo se situe en Bouriatie, une république de Russie située en Transbaïkalie, région de Sibérie orientale à l'est du lac Baïkal. Il fait partie du district fédéral extrême-oriental. Centre administratif du raïon de Zaïgraïevo, un raïon de la république, il est aussi le centre administratif du l'établissement rural de Zaïgraïevo, une municipalité du raïon dont il est la seule localité,.   
Le fuseau horaire du village est MSK+5 (heure d'Irkoutsk). Le décalage horaire appliqué par rapport au temps universel coordonné est +09:00.  

## Démographie
Recensements (*) et estimations de la population:
| 1959* | 1970* | 1979* | 1989* |
| ----- | ----- | ----- | ----- |
| 3 537 | 4 067 | 5 126 | 5 565 |

| 2002 * | 2010* | 2021* | 2024  |
| ------ | ----- | ----- | ----- |
| 5 592  | 5 586 | 4 842 | 4 621 |